# 切山城
切山城（きりやまじょう）は、石川県金沢市宮野町にあった安土桃山時代の日本の城（山城）。「加越国境城跡群及び道」（かえつくにざかいしろあとぐんおよびみち）として、2015年（平成27年）10月7日に松根城・小原越と共に国の史跡に指定されている。

## 概要
1582年（天正10年）、天下統一を目前にした織田信長が斃れた本能寺の変の直後に山崎の戦いで明智光秀を討った羽柴秀吉は、自身の天下統一に向けた活動を先鋭化し、翌年の賤ヶ岳の戦いで柴田勝家を滅ぼした。続いて1584年（天正12年）には織田信雄・徳川家康連合軍と衝突し、小牧・長久手の戦いが勃発した。この時、信長に仕えて越中に進出していた佐々成政は、前年の賤ヶ岳の戦いでは秀吉に降伏することで越中を維持していたが、小牧・長久手の戦いが起こると一転して家康に接近し、反秀吉の動きを見せた。
これにより越中の成政と、秀吉方である加賀の前田利家との間で軍事的な緊張状態が発生し、加越国境には多くの山城が築城されることになった。この城塞群の最前線に造られたのが、切山城と松根城である。
切山城は、森下川とその支流の切山川・清水谷川の渓谷に挟まれた標高139メートルの丘陵上部に位置する。城域は南北250メートル×東西200メートルの規模を持ち、曲輪や切岸、堀切、堀、土塁、櫓台、虎口などの遺構が残る。近世の地誌等では、前田氏家臣の不破彦三が守備に入ったと伝わる。
また切山城のある丘陵稜線上には、北陸道の脇街道の1つである山越え道「小原越」（おはらごえ）が、切山城跡の南端に沿うように通っており、一部の道筋は曲輪内に取り込まれている。小原越を東に向かうと加越国境の松根城に至る。東側（越中側）に大規模な横堀を設置し、その方向からの攻撃を強く意識した構造となっているため、前田軍の城と考えられている。これに対し松根城は、西側（加賀側）に大規模な横堀を持つため、佐々軍の城と考えられ、佐々・前田両軍が、切山・松根両城を最前線として睨み合う状況が推定された。加えて、松根城では、古い小原越の道筋が幅25メートルの大規模な堀切で寸断されていることが確認されたが、これは道路を戦時封鎖した状況を示す遺構として初の検出事例となった。
佐々・前田氏による緊張状態は、1585年（天正13年）に秀吉が自ら越中に出陣するにおよんで成政が降伏し（富山の役）、越中西部を前田利長（利家の長男）が掌握したことで解消した。これにより切山城・松根城もその役割を終えたと考えられている。
切山城と松根城および小原越は、織豊期における有力武将らの軍事行動や、緊迫した状況を如実に示す城郭遺構であるとして、2015年（平成27年）10月7日に国の史跡に指定された。